# Karātkūtī
Karātkūtī (persiska: كراتكوتی) är en ort i Iran.   Den ligger i provinsen Mazandaran, i den norra delen av landet, 110 km norr om huvudstaden Teheran. Antalet invånare är 596.
Terrängen runt Karātkūtī är varierad, och sluttar norrut. Runt Karātkūtī är det ganska tätbefolkat, med 96 invånare per kvadratkilometer. Närmaste större samhälle är Motel Qū, 2,2 km öster om Karātkūtī. I omgivningarna runt Karātkūtī växer i huvudsak blandskog.